# 杜普特伦路

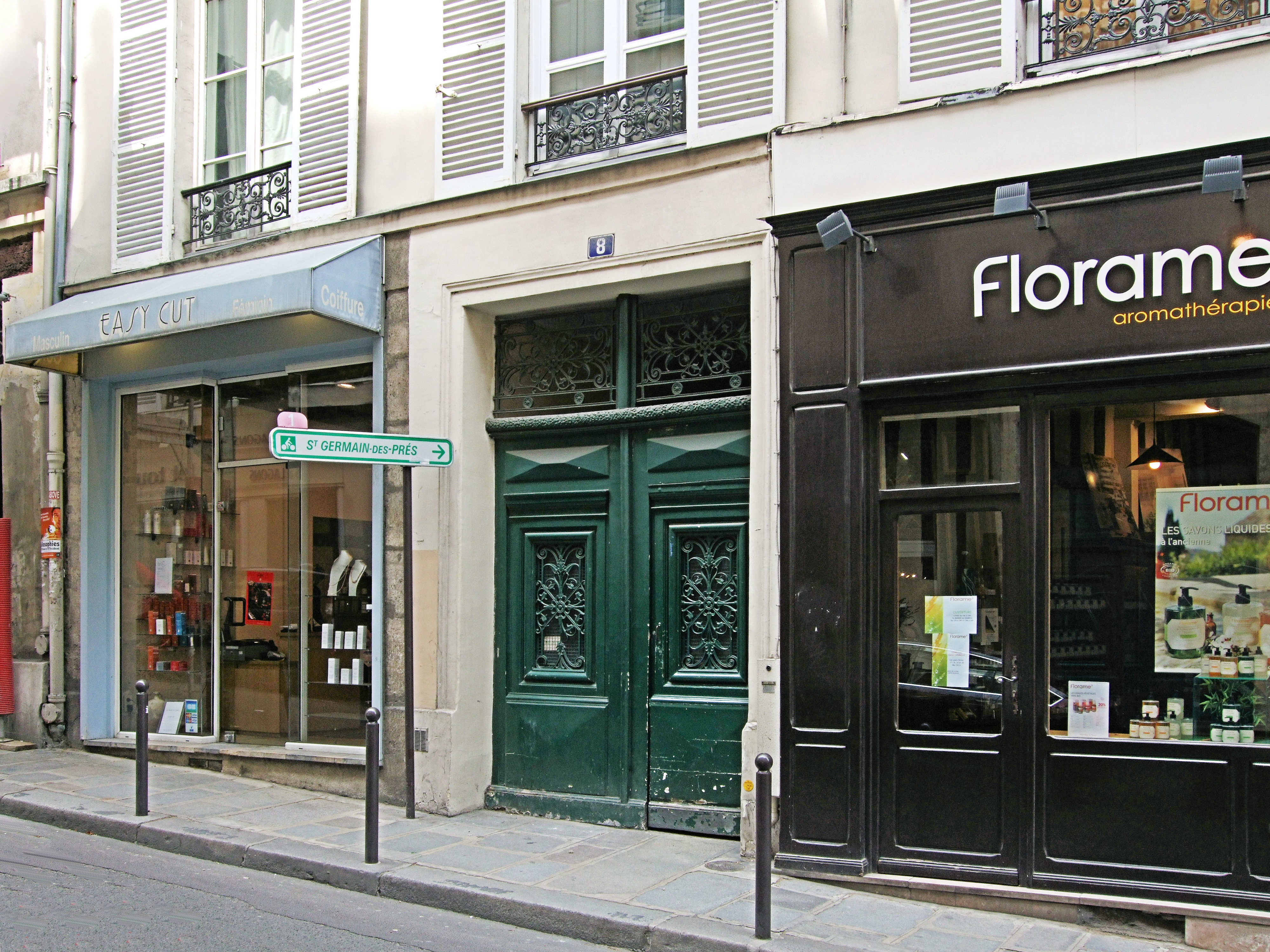
8号

杜普特伦路（Rue Dupuytren）是巴黎第六区的一条街道。 

## 位置与交通
杜普特伦路长51米，宽8.45米。它始于医学院路（Rue de l'École-de-Médecine）29号、圣日耳曼大道87号，止于王子先生路（rue Monsieur-le-Prince）5号。它位于拉丁区的历史街区。 
前往杜普特伦路可经过巴黎地鐵4號線和巴黎地鐵10號線的奧德昂站（Odéon），以及63、70、86路巴士。

## 命名
这条街最初称为“图赖讷路”（rue de Touraine），因为它位于图赖讷府（Hôtelde Touraine）的所在地。那时，常会与“蒂雷纳路”（rue de Turenne）混淆。后来改为“图赖讷-圣日耳曼路”（rue de Touraine-Saint-Germain），以与“图赖讷-玛莱路”（rue de Touraine-au-Marais，现为圣东日路，rue de Saintonge）区分。1851年4月9日，以法国解剖学家和外科医生杜普特伦（Guillaume Dupuytren，1777-1835年）的名字命名，因为靠近医学院。

## 历史
这条街开辟于1673年，图赖讷府的土地由严规熙笃隐修会的汉西院长（abbé de Rancé）赠给巴黎主宫医院（Hôtel-Dieu de Paris）。1871年5月12日，巴黎公社期间，在街上免费重新开放了女子绘画学校，第二帝国末期由埃莉萨·勒莫尼耶（Élisa Lemonnier）开办的付费学校幸存下来。该机构由罗莎·博纳尔（Rosa Bonheur）领导。
莎士比亚书店的第一个位置就位于杜普特伦路8号。

## 文学
在劳伦斯·科塞（Laurence Cossé）的小说Au bon roman（2009年）中，虚构的同名书店位于杜普特伦路，因为此处位于巴黎知识和文化的中心。